# Зильберштейн, Илья Самойлович
Илья́ Само́йлович Зильберште́йн (при рождении Гилель Самуилович; 24 марта 1905, Одесса — 22 мая 1988, Москва) — советский литературный критик, литературовед, искусствовед, коллекционер, доктор искусствоведения.
Один из основателей и редактор сборников «Литературное наследство» (98 томов, 1931—1988). Более двадцати тысяч исторических документов по истории русской культуры И. С. Зильберштейном были возвращены из-за границы и из частных собраний в государственные фонды и архивы СССР.
Основатель Музея личных коллекций в Москве (был открыт 24 января 1994 года).

## Биография
Родился 11 (24) марта 1905 года в Одессе. Отец — тыкоцинский мещанин Самуил Гилькович Зильберштейн (24 января 1878, Одесса — ?), служил бухгалтером на фабрике Абрикосовых, у матери Ханы Мееровны Херсонской (1876—?) не было даже начального образования; родители заключили брак 15 июня 1904 года. С ранних лет увлёкся русской литературой и искусством, проводил много времени в лавках одесских букинистов.
Учился в Одесском институте народного образования. В 1923 году переехал в Петроград. В 1926 году окончил Ленинградский государственный университет. Тогда же начал публиковать свои первые статьи и книги, посвящённые прежде всего жизни и творчеству В. И. Ленина, биографии которого посвящена первая монография Зильберштейна (1929), а также русских писателей — А. С. Пушкина, А. С. Грибоедова, Ф. М. Достоевского и И. С. Тургенева. Благодаря знакомству с историком Павлом Щёголевым вошёл в круг петербургской интеллигенции. Приобрёл множество контактов, вёл переписку с эмигрантами — «русскими парижанами» — искусствоведами и литературоведами.
В 1951 году в составе авторского коллектива редакции «Литературного наследства» удостоен премии имени В. Г. Белинского за подготовку трёхтомного издания, посвящённого В. Г. Белинскому (т. 55—57).
В 1952 году привлёк к себе серьёзное внимание искусствоведов и культурологов, опубликовав статью «Работа Репина над картиной „Отказ от исповеди перед казнью“», в которой убедительно опроверг взгляды действительного члена Императорской Академии художеств, Академии наук и Академии художеств СССР Игоря Грабаря на датировку и формирование замысла картины русского художника.
Был одним из составителей сборника «Валентин Серов в воспоминаниях, дневниках и переписке современников» (1971) и двухтомника «Сергей Дягилев и русское искусство» (1982).
Начиная с 1960-х годов неоднократно бывал в Париже, где встречался с представителями русской эмиграции.
Был награждён орденом «Знак Почёта», медалями. Лауреат Государственной премии СССР (1979). Член Союза писателей СССР (1968).
Похоронен на Кунцевском кладбище (уч. 10).

## Семья
Жена — Наталья Борисовна Волкова (1924—2022), директор РГАЛИ (1963—2001).

## Научные труды
- Из бумаг Пушкина: (Новые материалы) / Библиотека «Огонек», № 102 — М., 1926
- Ленин в зарисовках и в воспоминаниях художников. М.; Л., 1928.
- История одной вражды. — Л.: Академия, 1928.
- Молодой Ленин в жизни и за работой. По воспоминаниям современников и документам эпохи. М., 1929.
- Ленин-студент. М., 1930.
- Очерки фабричной жизни 60-х и 70-х гг. М., 1930.
- Репин и Горький. — М., 1944.
- Репин и Тургенев. — М., 1945.
- Арест пропагандиста: картина И. Е. Репина. — М., 1951. — (Массовая библиотека).
- Николай Бестужев и его живописное наследие: история создания портретной галереи декабристов. — М., 1956.
- Разыскания о Тургеневе. — М., 1970.
- Художник-декабрист Николай Бестужев (1791—1855 гг.). — М., 1977.
- Парижские находки: эпоха Пушкина. — М.: Изобразит. искусство, 1993. — 292 с.